# Hilbert-Schmidt-Operator
In der Mathematik ist ein Hilbert-Schmidt-Operator (nach David Hilbert und Erhard Schmidt) ein stetiger linearer Operator auf einem Hilbertraum, für den eine gewisse Zahl, die Hilbert-Schmidt-Norm, endlich ist. Die Hilbert-Schmidt-Klasse, das heißt die Menge all dieser Operatoren, bildet mit der Hilbert-Schmidt-Norm eine Banachalgebra, die gleichzeitig ein Hilbertraum ist. Hilbert-Schmidt-Operatoren können durch unendlich-dimensionale Matrizen charakterisiert werden.

## Motivation und Definition
Seien {\displaystyle (e_{i})_{i}} und {\displaystyle (f_{i})_{i}} zwei Orthonormalbasen im Hilbertraum {\displaystyle H}. {\displaystyle A} sei ein stetiger linearer Operator auf {\displaystyle H} und {\displaystyle A^{*}} sein adjungierter Operator. Dann gilt
{\displaystyle \sum _{i}\|Ae_{i}\|^{2}\,=\,\sum _{i,k}|\langle Ae_{i},f_{k}\rangle |^{2}\,=\,\sum _{i,k}|\langle e_{i},A^{*}f_{k}\rangle |^{2}\,=\,\sum _{k}\|A^{*}f_{k}\|^{2}}.
Indem man zwei gleiche Orthonormalbasen, {\displaystyle (e_{i})_{i}\,=\,(f_{i})_{i}}, verwendet, zeigt diese Rechnung, dass die linke Seite unverändert bleibt, wenn man {\displaystyle A} durch {\displaystyle A^{*}} ersetzt. Das gilt dann auch für die rechte Seite. Ersetzt man dort {\displaystyle A} durch {\displaystyle A^{*}} bei unterschiedlichen Orthonormalbasen und beachtet {\displaystyle A^{**}=A},
so erkennt man, dass die Größe {\displaystyle \textstyle \sum _{i}\|Ae_{i}\|^{2}} unabhängig von der gewählten Orthonormalbasis ist. 
Ist diese Größe endlich, so heißt {\displaystyle A} ein Hilbert-Schmidt-Operator und 
{\displaystyle \|A\|_{2}:=\left(\sum _{i}\|Ae_{i}\|^{2}\right)^{\frac {1}{2}}}
ist seine Hilbert-Schmidt-Norm. Statt {\displaystyle \|A\|_{2}} findet man auch die Schreibweise {\displaystyle \|A\|_{HS}}.
Die Hilbert-Schmidt-Klasse, das heißt die Menge aller Hilbert-Schmidt-Operatoren auf {\displaystyle H}, ist hinsichtlich der algebraischen Operationen Addition, Multiplikation und dem Adjungieren abgeschlossen. Sie ist also eine Algebra und wird mit {\displaystyle HS(H)} bezeichnet.
Ein Operator {\displaystyle A\colon H_{1}\rightarrow H_{2}} zwischen zwei Hilberträumen heißt Hilbert-Schmidt-Operator, wenn {\displaystyle \textstyle \sum _{i}\|Ae_{i}\|^{2}} für eine Orthonormalbasis {\displaystyle (e_{i})_{i}} von {\displaystyle H_{1}} endlich ist. Ähnlich wie oben überlegt man sich, dass diese Zahl von der speziellen Wahl der Orthonormalbasis unabhängig ist, und bezeichnet die Wurzel aus dieser Zahl ebenfalls mit {\displaystyle \|A\|_{HS}}.

## Unendliche Matrizen
Legt man eine Orthonormalbasis fest, so kann man jeden stetigen linearen Operator auf {\displaystyle H} als unendliche Matrix {\displaystyle (a_{i,j})_{i,j}} mit {\displaystyle a_{i,j}=\langle Ae_{j},e_{i}\rangle } auffassen. {\displaystyle A} ist durch diese Matrix und die gewählte Orthonormalbasis eindeutig bestimmt, denn {\displaystyle Ae_{i}} wird auf {\displaystyle \textstyle \sum _{j}\langle Ae_{i},e_{j}\rangle e_{j}} abgebildet. 
Es gilt {\displaystyle \textstyle \sum _{i,j}|a_{i,j}|^{2}\,=\,\|A\|_{2}^{2}}.
Daher sind die Hilbert-Schmidt-Operatoren genau diejenigen stetigen, linearen Operatoren, deren Matrixkoeffizienten quadratisch summierbar sind. 
Mit Hilfe der Hölder-Ungleichung ergibt sich die Submultiplikativität der Hilbert-Schmidt-Norm, das heißt
{\displaystyle \textstyle \|AB\|_{2}\leq \|A\|_{2}\|B\|_{2}}. 
Die Hilbert-Schmidt-Norm verallgemeinert daher die Frobeniusnorm auf den Fall unendlich-dimensionaler Hilberträume.

## Integraloperatoren
Viele fredholmsche Integraloperatoren sind Hilbert-Schmidt-Operatoren. Sei nämlich {\displaystyle T\in L(L^{2}([0,1]),L^{2}([0,1]))} ein beschränkter Operator von {\displaystyle L^{2}([0,1])} nach {\displaystyle L^{2}([0,1])}, dann kann gezeigt werden, dass {\displaystyle T} genau dann ein Hilbert-Schmidt-Operator ist, wenn es einen Integralkern {\displaystyle k\in L^{2}([0,1]\times [0,1])} gibt mit
{\displaystyle T(x)(s)=\int _{0}^{1}k(s,t)x(t)\mathrm {d} t}
fast überall. In diesem Fall stimmen die Hilbert-Schmidt-Norm von {\displaystyle T} und die {\displaystyle L^{2}}-Norm von {\displaystyle k} überein, es gilt also
{\displaystyle \|T\|_{HS}=\left(\int _{0}^{1}\int _{0}^{1}|k(s,t)|^{2}\mathrm {d} s\mathrm {d} t\right)^{\frac {1}{2}}=\|k\|_{L^{2}}.}
Eine analoge Aussage gilt auch für beliebige Maßräume anstatt des Einheitsintervalls.

## HS(H) als Hilbertraum
Das Produkt zweier Hilbert-Schmidt-Operatoren ist stets ein Spurklasse-Operator. Sind {\displaystyle A} und {\displaystyle B} zwei Hilbert-Schmidt-Operatoren, so ist daher durch {\displaystyle \langle A,B\rangle :=Sp(B^{*}A)} ein Skalarprodukt auf dem Raum der Hilbert-Schmidt-Operatoren definiert. {\displaystyle HS(H)} wird mit diesem Skalarprodukt ein Hilbertraum und es ist {\displaystyle \|A\|_{2}={\sqrt {\langle A,A\rangle }}}, d. h. die Hilbert-Schmidt-Norm ist eine Hilbertraumnorm. Im endlichdimensionalen Fall entspricht dieses Hilbert-Schmidt-Skalarprodukt dem Frobenius-Skalarprodukt für Matrizen.

## HS(H) als Banachalgebra
Die Operatoren-Algebra {\displaystyle HS(H)} ist mit der Hilbert-Schmidt-Norm nicht nur ein Hilbertraum, sondern wegen der Ungleichung {\displaystyle \|AB\|_{2}\leq \|A\|_{2}\|B\|_{2}} gleichzeitig eine Banachalgebra. {\displaystyle HS(H)} ist ein zweiseitiges Ideal in der Algebra {\displaystyle B(H)} aller stetigen, linearen Operatoren auf H, und es gilt {\displaystyle \|BAC\|_{2}\leq \|B\|\cdot \|A\|_{2}\cdot \|C\|} für alle {\displaystyle A\in HS(H)}, {\displaystyle B,C\in B(H)}. Jeder Hilbert-Schmidt-Operator ist ein kompakter Operator. 
Daher ist {\displaystyle HS(H)} auch ein zweiseitiges Ideal in der C*-Algebra {\displaystyle K(H)} der kompakten Operatoren auf {\displaystyle H}, {\displaystyle HS(H)} liegt dabei dicht in {\displaystyle K(H)} bzgl. der Operatornorm.
Die Spurklasse {\displaystyle N(H)} ist als zweiseitiges, dichtes Ideal in {\displaystyle HS(H)} enthalten. 
Man hat daher die Inklusionen
{\displaystyle N(H)\subset HS(H)\subset K(H)\subset B(H)}.
Außer {\displaystyle \{0\}} und sich selbst enthält {\displaystyle HS(H)} keine weiteren {\displaystyle \|\cdot \|_{2}}-abgeschlossenen zweiseitigen Ideale. Die Algebra der Hilbert-Schmidt-Operatoren ist in diesem Sinne einfach, sie bildet den Grundbaustein der Strukturtheorie der H*-Algebren.